# Państwowa Straż Łowiecka
Państwowa Straż Łowiecka – umundurowana, uzbrojona i wyposażona w terenowe, oznakowane środki transportu formacja o uprawnieniach policyjnych, klasyfikowana jako straż ochrony przyrody i zaliczana do policji administracyjnych. Została utworzona w 1996, znajduje się w strukturze urzędów wojewódzkich, podlega wojewodzie i kontroluje realizację przepisów Ustawy z dnia 13 października 1995 r. Prawo łowieckie. Wraz ze strażnikami łowieckimi powoływanymi lub zatrudnianymi przez dzierżawców i zarządców obwodów łowieckich stanowi straż łowiecką. W 2016 działała w jedenastu województwach.

## Zadania
Zadania Państwowej Straży Łowieckiej reguluje art. 37 Ustawy z dnia 13 października 1995 r. Prawo łowieckie. Państwowa Straż Łowiecka kontroluje realizację przepisów ustawy, w szczególności w zakresie:
1. ochrony zwierzyny;
2. zwalczania kłusownictwa i wszelkiego szkodnictwa łowieckiego;
3. zwalczania przestępstw i wykroczeń w zakresie łowiectwa;
4. kontroli legalności skupu i obrotu zwierzyną;
5. kontroli przedsiębiorców wykonujących działalność gospodarczą w zakresie obrotu zwierzyną żywą oraz obrotu tuszami zwierzyny i ich częściami dotyczącej prowadzenia ewidencji skupu w każdym punkcie skupu[3].

## Strażnicy i ich uprawnienia
Strażnikiem Państwowej Straży Łowieckiej może zostać osoba, która posiada obywatelstwo polskie, ukończyła 21 lat, korzysta z pełni praw publicznych, posiada odpowiednie kwalifikacje zawodowe, posiada dobry stan zdrowia i nie była karana sądownie, a ponadto przeszła z wynikiem pozytywnym przeszkolenie, którego program opracował minister środowiska w porozumieniu z ministrem właściwym do spraw wewnętrznych. Strażnikowi przysługuje bezpłatne umundurowanie, które zobowiązany jest nosić przy wykonywaniu czynności służbowych wraz z oznakami służbowymi i odznakami służbowymi. Kwestie kwalifikacji zawodowych, wzorów legitymacji, umundurowania, oznak i odznak służbowych strażników PSŁ określa rozporządzenie ministra środowiska z 2005.
Na obszarze województwa działania PSŁ koordynuje komendant wojewódzki Państwowej Straży Łowieckiej, którego powołuje wojewoda. Strażnicy są pracownikami urzędów wojewódzkich.
Strażnikom przysługuje szereg uprawnień. Mają oni prawo do m.in.: legitymowania osób podejrzanych o popełnienie przestępstwa lub wykroczenia; nakładania mandatów karnych za wykroczenia popełnione w obwodach łowieckich i ich bezpośrednim sąsiedztwie; zatrzymywania i dokonywania kontroli środków transportu w obwodach łowieckich i ich bezpośrednim sąsiedztwie; przeszukania osób, pomieszczeń i innych miejsc; ujęcia sprawcy przestępstwa lub wykroczenia na gorącym uczynku lub w pościgu podjętym bezpośrednio po popełnieniu przestępstwa i doprowadzenia do jednostki Policji; kontrolowania podmiotów prowadzących skup, przerób, sprzedaż tusz zwierzyny lub ich części, obrót zwierzyną żywą oraz chów i hodowlę zwierząt łownych.
Strażnik ma prawo do noszenia broni palnej bojowej, broni myśliwskiej śrutowej, pałki służbowej, kajdanek, ręcznego miotacza substancji obezwładniających i przedmiotów przeznaczonych do obezwładniania osób za pomocą energii elektrycznej. W określonych przypadkach może użyć środków przymusu bezpośredniego i broni palnej. Zasady i warunki posiadania, używania, ewidencjonowania i przechowywania w siedzibach PSŁ broni palnej bojowej, broni myśliwskiej, śrutowej, amunicji oraz miotaczy gazu obezwładniającego reguluje rozporządzenie ministra środowiska z 2005.

### Oznaki służbowe
Wzory oznak noszonych na klapach marynarki do munduru wyjściowego:
| Patka (oznaka)                                               | Stanowisko                           |
| ------------------------------------------------------------ | ------------------------------------ |
|                                                              | - komendant wojewódzki.              |
|                                                              | - zastępca komendanta wojewódzkiego. |
|                                                              | - komendant posterunku.              |
|                                                              | - starszy strażnik.                  |
|                                                              | - strażnik.                          |
|                                                              | - młodszy strażnik.                  |
| Źródło: Rozporządzenie ministra środowiska z 17 czerwca 2005 |                                      |

## Działalność
Według stanu z 2016 Państwową Straż Łowiecką utworzono w jedenastu województwach. Liczba etatów strażników wynosiła 58,5. Najmniej etatów (3) było w województwach podkarpackim i podlaskim, zaś najwięcej (11) – w zachodniopomorskim. Powierzchnia kontrolowanych obwodów łowieckich wynosiła 20 011 tys. ha. Wojewoda mazowiecki jako powód nieutworzenia PSŁ podał brak środków finansowych, natomiast wojewoda małopolski stwierdził, że zadania PSŁ wykonuje w województwie Państwowa Straż Rybacka. W województwie opolskim PSŁ została zlikwidowana 8 lutego 2013 ze względu na znikomą efektywność działalności, będącą pokłosiem wielkości zatrudnienia (komendant i dwóch strażników).
W latach 2013–2016 (I kwartał) Państwowa Straż Łowiecka skonfiskowała 1705 sztuk sprzętu, ujawniła 659 przestępstw i 1021 wykroczeń oraz nałożyła 317 mandatów karnych na łączną kwotę 24 930 zł.
W ramach prowadzonego w latach 2014–2015 badania kontrolnego Najwyższa Izba Kontroli ustaliła, że PSŁ posiadała na wyposażeniu: samochody terenowe, kajdanki, pałki wielofunkcyjne, ręczne miotacze gazu, środki łączności, lornetki, latarki, kamizelki kuloodporne (w siedmiu województwach), cyfrowe aparaty fotograficzne, noktowizory oraz zestawy kryminalistyczne (w czterech województwach). Ponadto PSŁ w Kielcach dysponowała sieciami i chwytakami do łapania zwierząt oraz skrzyniami i klatkami do ich przewozu, natomiast PSŁ w Szczecinie posiadała jeden quad i dwie łodzie z silnikami zaburtowymi.
W 2016 Najwyższa Izba Kontroli, po przeprowadzeniu kontroli w urzędach wojewódzkich w Gdańsku, Poznaniu i Szczecinie, wystawiła komendzie PSŁ w Szczecinie ocenę pozytywną, a komendom PSŁ w Gdańsku i Poznaniu ocenę pozytywną, mimo stwierdzonych nieprawidłowości, w zakresie użytkowania i przechowywania broni. Stwierdzono, że w okresie objętym kontrolą strażnicy PSŁ w Szczecinie pobierali broń sześć razy, a strażnicy PSŁ w Gdańsku – 223 razy. Jednocześnie nie odnotowano przypadków użycia bądź wykorzystania broni, ani przypadków jej utraty. W dobrowolnym badaniu ankietowym, w którym wzięło udział 23 strażników PSŁ (88% zatrudnionych w kontrolowanych jednostkach), ankietowani jako podstawowe wyposażenie wskazali: pistolet i pałkę służbową (96% badanych), kajdanki (91%) i miotacz gazu (70%). Według stanu z 2016 Państwowa Straż Łowiecka posiadała 83 sztuki broni palnej bojowej i innej oraz 51 miotaczy substancji obezwładniających.

## Komendy wojewódzkie PSŁ
| Województwo         | Zatrudnienie (2014) | Liczba etatów strażników (2016) | Powierzchnia obwodów łowieckich (tys. ha; 2016) |
| ------------------- | ------------------- | ------------------------------- | ----------------------------------------------- |
| dolnośląskie        | 4                   | 3,5                             | 1613                                            |
| kujawsko-pomorskie  | 6                   | 5                               | 1660                                            |
| lubelskie           | 4                   | 4                               | 2261                                            |
| lubuskie            | –                   | –                               | –                                               |
| łódzkie             | 5                   | 4                               | 1811                                            |
| małopolskie         | –                   | –                               | –                                               |
| mazowieckie         | –                   | –                               | –                                               |
| opolskie            | –                   | –                               | –                                               |
| podkarpackie        | 3                   | 3                               | 1742                                            |
| podlaskie           | 3                   | 3                               | 1894                                            |
| pomorskie           | 8                   | 6                               | 1801                                            |
| śląskie             | 4                   | 4                               | 1233                                            |
| świętokrzyskie      | 5                   | 5                               | 1163                                            |
| warmińsko-mazurskie |                     | –                               | –                                               |
| wielkopolskie       | 12                  | 10                              | 2947                                            |
| zachodniopomorskie  | 11                  | 11                              | 1886                                            |
| Razem               | 65                  | 58,5                            | 20 011                                          |